# Diéthylphosphite
Le diéthylphosphite est un composé organophosphoré de formule chimique (CH3CH2O)2P(O)H, également écrite (EtO)2P(O)H. Il se présente sous la forme d'un liquide incolore qui s'hydrolyse dans l'eau. La grande réactivité de sa liaison P–H est exploitée couramment pour obtenir d'autres composés organophosphorés. La molécule présente une géométrie tétraédrique.

## Préparation et propriétés
Le diéthylphosphite a probablement été produit pour la première fois dans les années 1850 à partir de trichlorure de phosphore PCl3 et d'éthanol CH3CH2OH, mais sa préparation intentionnelle a été plus tardive. La réaction peut être écrite de la manière suivante :
PCl3 + 3 CH3CH2OH ⟶ (CH3CH2O)2P(O)H + 2 HCl + CH3CH2Cl.
De nombreux dérivés peuvent être obtenus de la même manière,.
Bien qu'il soit désigné comme phosphite (CH3CH2O)2POH, le diéthylphosphite se présente dans presque tous les cas sous forme de phosphonate (CH3CH2O)2P(O)H, à l'instar de l'acide phosphoreux (HO)2P(O)H. De nombreuses réactions du diéthylphosphite ne peuvent cependant s'expliquer que par un équilibre entre les tautomères à phosphore(III) et à phosphore(V) :
(CH3CH2O)2PV(O)H  {\displaystyle \rightleftharpoons }  (CH3CH2O)2PIII(OH).

## Réactions

### Transestérification
La diéthylphosphite subit une transestérification sous l'effet d'un alcool. Pour les alcools à point d'ébullition élevé, la réaction peut être favorisée par l'élimination de l'éthanol CH3CH2OH libéré :
(CH3CH2O)2P(O)H + 2 ROH ⟶ (RO)2P(O)H + 2 CH3CH2OH.
De même, les amines peuvent déplacer l'un des groupes éthoxyle :
(CH3CH2O)2P(O)H + RNH2 ⟶ [CH3CH2O][RN(H)]P(O)H + CH3CH2OH.

### Alkylation sur l'atome de phosphore
Le diéthylphosphite est déprotoné par le tert-butylate de potassium (CH3)3COK, ce qui permet l'alkylation du composé sur l'atome de phosphore après libération de tert-butanol (CH3)3COH :
(CH3CH2O)2P(O)H + (CH3)3COK ⟶ (CH3CH2O)2P(O)K + (CH3)3COH ;
(CH3CH2O)2P(O)K + RBr ⟶ (CH3CH2O)2P(O)R + KBr, où R représente un alkyle.
Des catalyseurs au palladium permettent de traiter des halogénures d'aryle. Le mécanisme de couplage C–P confère une analogie avec la réaction de Buchwald-Hartwig.
La réaction du diéthylphosphite avec des réactifs de Grignard conduit à une déprotonation initiale suivie par le déplacement des groupes éthoxyle,. Ceci ouvre la voie à la synthèse d'oxydes de phosphines secondaires telles que l'oxyde de diméthylphosphine (CH3)2P(O)H, comme illustré par les réactions idéalisées ci-dessous :
(CH3CH2O)2P(O)H + CH3MgBr ⟶ (CH3CH2O)2P(O)MgBr + CH4 ;
(CH3CH2O)2P(O)MgBr + 2 CH3MgBr ⟶ (CH3O)2P(O)MgBr + 2 CH3CH2OMgBr ;
(CH3O)2P(O)MgBr + H2O ⟶ (CH3)2P(O)H + HOMgBr.

### Hydrophosphonylation
Le diéthylphosphite peut s'additionner sur des groupes insaturés par hydrophosphonylation (en). Il s'additionne par exemple sur les aldéhydes de manière semblable à la réaction d'Abramov (en) :
(CH3CH2O)2P(O)H + RCHO ⟶ (CH3CH2O)2P(O)CH(OH)R.
Avec les imines, il se forme des aminophosphonates (en) par la réaction de Pudovik (en) et la réaction de Kabachnik-Fields (en).